# Zbigniew Kaczmarek
Zbigniew Tadeusz Kaczmarek (* 21. Juni 1946 in Tarnowskie Góry, Polen; † 15. Mai 2023 in Hannover, Deutschland) war ein  polnisch-deutscher Gewichtheber.

## Werdegang
Kaczmarek wuchs in Oberschlesien auf, spielte als Jugendlicher Fußball, kam dann zum Radsport und fand schließlich zum Gewichtheben, das er zuerst beim Sportverein LZS Tarnowskie Góry und dann bei "Gornik" Siemianowice seit 1963 intensiv betrieb. 1964 wurde er bereits polnischer Juniorenmeister im Leichtgewicht und 1966 belegte er bei den polnischen Meisterschaften der Senioren den vierten Platz. 1969 wurde er bei den Welt- und Europameisterschaften in Warschau erstmals bei einer großen internationalen Meisterschaft eingesetzt und gewann gleich die Bronzemedaille im Leichtgewicht. Im Zuge seiner weiteren Karriere errang er mehrere Welt- und Europameistertitel. Höhepunkte seiner Laufbahn waren seine Duelle mit seinem Landsmann und Freund Waldemar Baszanowski, den er bei den Weltmeisterschaften 1970 in Columbus/USA und 1971 in Lima schlagen konnte.
1976 fiel ein Schatten auf Kaczmareks Laufbahn, als er nach dem Olympiasieg in Montreal nachträglich wegen Dopings disqualifiziert wurde und seine Goldmedaille an den sowjetischen Sportler Petro Korol abgeben musste. 1982 flüchtete er, statt nach Griechenland in den Urlaub zu fahren, mit seiner deutschstämmigen Frau und seinem 13-jährigen Sohn in die Bundesrepublik Deutschland, wo er eingebürgert wurde, an den Meisterschaften im Gewichtheben teilnehmen durfte und mehrmals deutscher Meister wurde. In Kassel und Wolfsburg wurde er ein zuverlässiger und leistungsstarker Athlet in den Mannschaftskämpfen der Bundesliga. Er und seine Frau bauten sich in Baunatal bei Kassel ein Haus und er arbeitete bei der Volkswagen AG. Kaczmarek hat den Beruf eines Bergbautechnikers erlernt.

## Internationale Erfolge/Mehrkampf
(OS = Olympische Spiele, WM = Weltmeisterschaft, EM = Europameisterschaft, Le = Leichtgewicht, Mi = Mittelgewicht, Ls = Leichtschwergewicht, Wettbewerbe bis 1972 im olympischen Dreikampf, bestehend aus Drücken, Reißen und Stoßen, ab 1973 im Zweikampf, bestehend aus Reißen und Stoßen)
- 1966, 1. Platz, Intern. Junioren-Turnier in Żary/PL, Le, mit 365 kg vor Filimonow, UdSSR, 347,5 kg und Haller, Österreich, 317,5 kg;
- 1967, 4. Platz, Großer Preis der UdSSR in Tiflis, Le, mit 392,5 kg, hinter Parvis Jalayer, Iran, 407,5 kg, Nogaitschew, UdSSR, 400 kg und Fitzi Balas, Rumänien, 397,5 kg;
- 1969, 1. Platz, Baltic Cup in Zinnowitz, Le, mit 402,5 kg, vor Dittmer, DDR, 395 kg und Rudolf Kozłowski, Polen, 387,5 kg;
- 1969, 3. Platz, WM + EM in Warschau, Le, mit 425 kg, hinter Waldemar Baszanowski, Polen, 445 kg und János Bagócs, Ungarn, 430 kg;
- 1970, 1. Platz, Großer Preis der UdSSR in Minsk, Le, mit 425 kg, vor Bagocs, 420 kg und Dehnavi, Iran, 420 kg;
- 1970, 3. Platz, EM in Szombathely, Le, mit 427,5 kg, hinter Baszanowski, 432,5 kg und János Bagócs, 427,5 kg;
- 1970, 1. Platz, WM in Columbus/USA, Le, mit 440 kg, vor Baszanowski, 437,5 kg und Bagocs, 432,5 kg;
- 1971, 2. Platz, EM in Sofia, Le, mit 435 kg, hinter Baszanowski, 450 kg und vor Mate, Ungarn, 412,5 kg;
- 1971, 4. Platz, Baltic Cup in Lübeck, Mi, mit 425 kg, hinter Leif Jensen, Norwegen, 442,5 kg, Baszanowski, 440 kg und Uwe Kliche, Deutschland, 430 kg;
- 1971, 1. Platz, WM in Lima, Le, mit 440 kg, vor Baszanowski, 435 kg und Mucharbi Kirschinow, UdSSR 430 kg;
- 1972, 2. Platz, EM in Constanța, Le, mit 442,5 kg, hinter Mladen Kutschew, Bulgarien, 447,5 kg und vor Kirschinow, 435 kg;
- 1972, Bronzemedaille, OS in München, Le, mit 437,5 kg, hinter Kirschinow, 460 kg und Kutschew, 450 kg;
- 1973, 3. Platz, EM in Madrid, Le, mit 292,5 kg, hinter Kirschinow, 302,5 kg und Kutschew, 295 kg;
- 1974, 2. Platz, EM in Verona, Le, mit 297,5 kg, hinter Kirschinow, 300 kg und vor Walter Legel, Österreich, 280 kg;
- 1974, 4. Platz, Baltic Cup in Växjö/Schweden, Mi, mit 300 kg, hinter Kirschinow, 310 kg, Dörner, DDR, 307,5 kg und Körner, DDR, 302,5 kg;
- 1974, 2. Platz, WM in Manila, Le, mit 302,5 kg, hinter Petro Korol, UdSSR, 305 kg und vor Dehnavi, 295 kg;
- 1975, 2. Platz, WM in Moskau, Le, mit 312,5 kg, hinter Korol, 312,5 kg und vor Kutschew, 302,5 kg;
- 1976, 1. Platz, EM in Ost-Berlin, Le, mit 305 kg, vor Jan Lostowski, Polen, 302,5 kg, Sergei Pewzner, UdSSR, 297,5 kg u. Werner Schraut, BRD, 295 kg (127,5–167,5);
- 1976, unplatziert, OS in Montreal, Le, Disqualifikation wegen Dopings, nach ursprünglichem Sieg mit 307,5 kg, dadurch Sieger: Korol, 305 kg vor Daniel Senet, Frankreich, 300 kg;
- 1977, 3. Platz (2. Platz), WM + EM in Donaueschingen, Le, mit 297,5 kg, hinter Roberto Urrutia, Kuba, 315 kg und Pewzner, 302,5 kg;
- 1978, 3. Platz, EM in Havířov, Le, mit 302,5 kg, hinter Janko Russew, Bulgarien, 312,5 kg und Buta, Rumänien, 305 kg;
- 1978, 2. Platz, WM in Gettysburg/USA, Le, mit 302,5 kg, hinter Russew, 310 kg und vor Günter Ambraß, DDR, 300 kg;
- 1980, 6. Platz, OS in Moskau, Le, mit 317,5 kg, hinter Russew, 342,5 kg, Joachim Kunz, DDR, 335 kg, Mincho Pachow, Bulgarien, 325 kg, Senet, 322,5 kg und Ambraß, 320 kg.

Fortsetzung der Laufbahn als Deutscher:
- 1983, 2. Platz, EG-Meisterschaft in Kopenhagen, Mi, mit 317,5 kg, hinter Karl-Heinz Radschinsky, Deutschland, 330 kg und vor Steve Pisent, Großbritannien, 317,5 kg;
- 1984, 2. Platz, Baltic Cup in Forst, Mi, mit 315 kg, hinter Hartmut Bauermeister, DDR, 325 kg und vor Rönning, Norwegen, 272,5 kg;
- 1985, 2. Platz, EG-Meisterschaft in Baunatal, Mi, mit 305 kg, hinter David Morgan, Großbritannien, 330 kg und vor Jean-Chr. Paterni, Frankreich, 305 kg.

### Polnische Meisterschaften
- 1966, 4. Platz, Le, mit 372,5 kg, hinter Marian Zieliński, 420 kg, Franciczek Benedik, 380 kg und Polakiewicz, 380 kg;
- 1968, 4. Platz, Le, mit 395 kg, hinter Baszanowski, 425 kg, Zielinski, 410 kg und Benedik, 400 kg;
- 1969, 2. Platz, Le, mit 407,5 kg, hinter Baszanowski, 420 kg und vor Zielinski, 400 kg;
- 1970, 1. Platz, mit 425 kg, vor Benedik, 405 kg und Falek, 370 kg;
- 1971, 3. Platz, Mi, mit 420 kg;
- 1972, 1. Platz, Mi, mit 445 kg, vor Jerzy Kaczkowski, 430 kg und Meder, 422,5 kg;
- 1973, 1. Platz, Le, mit 282,5 kg;
- 1974, 2. Platz, Mi, mit 297,5 kg, hinter Rabczewski, 302,5 kg und vor Meder, 290 kg;
- 1975, 1. Platz, Le, mit 300 kg;
- 1977, 1. Platz, Le, mit 295 kg, vor Kazimierz Czarnecki, 292,5 kg;
- 1980, 3. Platz, Mi, mit 315 kg.

### Deutsche Meisterschaften
- 1982, 1. Platz, Le, mit 297,5 kg, vor Rudi Eschenröder, Frankfurt am Main, 267,5 kg und Wilfried Dörner, Wiesbaden, 265 kg;
- 1983, 1. Platz, Le, mit 297,5 kg, vor Eschenröder, 270 kg;
- 1984, 2. Platz, Ls, mit 322,5 kg, hinter Norbert Bergmann, Mutterstadt, 325 kg und vor Reinhard Klein, Wuppertal, 320 kg;
- 1987, 1. Platz, Mi, mit 315 kg, vor Piotr Mandra, Wolfsburg, 315 kg und Michael Neiße, Wolfsburg, 302,5 kg.

## Weltrekord
im Reißen:
- 139,5 kg, 1976 in Berlin.